# Färöarnas historia
Färöarnas historia är beskrivningen av Färöarna i det förflutna.

## Första tiden
Huvudartikel: Vikingatiden på Färöarna
De tidiga detaljerna om Färöarnas historia är ofta mycket oklara, det är möjligt att den iriska munken Sankt Brendan seglade förbi öarna under sin Nordatlantiska resa under 500-talet. Han såg en Fårö och ett Fågelparadis vilket kan ha varit Färöarna med dess fåravel och rika fågelliv.
Under sent 600-tal fram till tidigt 700-tal var öarna ofta besökta av just munkar från Irland. Det är inte mycket man vet om dem, förutom att de använde Färöarna och Island som eremitboningar.
Fram till 1300-talet är det inte mycket man vet om historien. Den främsta källan för perioden fram till dess är Färingasagan (Færeyinga Saga) från 1200-talet men det är omstritt hur historisk den är.
Färingsagan existerar idag endast som kopior i andra sagor. I synnerhet i tre manuskript som kallas Ólafs Saga Tryggvasonar, Flateyjarbók och AM 62 fol.
Flateyjarbók berättar att Grímr Kamban bosatte sig på någon av öarna under Harald Hårfagers tid som kung i Norge (872-930). Men denna version överensstämmer inte med den frankiska munken Dicuils berättelse, vilken redan 825 skrev att munkarna drivits iväg av norska pirater. Det gör däremot Ólafs Saga Tryggvasonars version. Enligt denna börjar Färingasagan med detta:
En man hette Grímr Kamban; han bosatte sig först av alla på Färöarna. Men i Harald Hårfagres dagar flydde många män undan kungens övermakt. Några slog sig ned på Färöarna och bosatte sig där och andra sökte sig till andra ödeland.
Enligt denna version stämmer det att många flydde undan Harald Hårfager. Men texten påstår att Grímr Kamban bosatte sig där någon tid dessförinnan, enligt vissa forskare flera hundra år tidigare. Förnamnet Grímr är norskt men tillnamnet Kamban är iriskt. Han kan ha varit av både norsk och irländsk släkt och kommit från en bosättning i de brittiska öarna. Om många norrmän bosatte sig på Färöarna under Haralds tid så bör de ha känt till Färöarna innan dess. Därför måste öarna besökts någon tid dessförinnan.
Enligt Färingasagan fanns det ett ting vid Tinganes vid Tórshavn på ön Streymoy. Detta var ett Alþing (Allting) där lagar stiftades och tvister bilades och där alla fria män hade rätt att delta. Historiker uppskattar att alltinget grundades någon gång på 800-talet.

## 1000-talet
Omkring år 1000 konverterade öarna till kristendomen och en kyrka byggdes i Kirkjubøur med omkring 33 biskopar. Färöarna blev en del av Norge år 1035.
I början av 1000-talet flydde  Sigmundur Brestisson till Norge, som var av en stormannasläkt från de södra öarna som nästan hade blivit utrotad av inkräktare från norr. Han sändes från Norge av kung Olav Tryggvason för att lägga öarna under den norskan kronan. Han införde kristendomen och trots att han därpå blev mördad blev Norges överhöghet etablerad. Öarna var sedan en del av det norska riket fram till 1386 då Norge och Danmark förenades. Öarna var dock fortfarande en del av den norska kronan. År 1380 döptes Alþting om till Løgting, även om det då kommit att inte bli mer än en lokal domstol.

## 1300-talet - 1500-talet
Under 1300-talet började en lång era av utländskt inflytande på den färöiska ekonomin. Då handeln reglerades så att all färöisk handel måste gå genom Bergen i Norge för att möjliggöra indrivandet av tullavgifter. Under denna tid började också Hansan växa sig stark och spelade en allt större roll. Norge försökte att stoppa denna utveckling men tvingades ge efter då Digerdöden orsakat en befolkningsminskning.
Engelska pirater terroriserade befolkningen under 1500-talet. Magnus Heinason från Streymoy sändes av Fredrik II av Danmark för att rensa upp på havet. Magnus är än idag hyllad i sånger och berättelser.
Under Grevefejden 1535 då den avsatte Kristian II försökte ta makten från Kristian III av Danmark stödde Hansan den förlorande Kristian II. Den nya kungen Kristian III gav den tyska handelsmannen Thomas Köppen exklusiva handelsrättigheter på Färöarna. Reglerna för dessa rättigheter var: Endast varor av god kvalitet skulle tillhandahållas färingarna och de måste vara gjorda i ett antal som motsvarar resten av marknaden. Varorna måste upptas till deras marknadsvärde och handelsmännen skall vara ärliga och pålitliga mot färingarna.
Kristian III genomförde reformationen på Färöarna vilken tog fem år att genomföra. Samtidigt infördes danska som kyrkospråk istället för latin och kyrkans egendomar tillföll staten. Färöarnas biskopsdöme avskaffades också.

## 1600-talet
Efter Köppen tog andra över handelsmonopolet. Under den här perioden, då det mesta av Färöarnas export bestod av fisk, kött och ull, gick de flesta varor till Nederländerna där de såldes till förutbestämda priser. Ofta ignorerades eller förvrängdes dock reglerna för handelsrätten. Detta orsakade förseningar och andra leveransproblem. Till slut producerade Färöarna varor med sämre kvalité än tidigare vilket resulterade att de fick lika dåliga saker tillbaka. Under denna tiden närmade sig handelsmonopolet en kollaps, och smuggling och sjöröveri var vanligt förekommande. Piraträden på Färöarna 1629 resulterade i att över trettio personer bortfördes i slaveri och till att kungen gav order om att en fästning skulle uppföras i Torshavn, vilket gjorde det möjligt för befolkningen att försvara sig och något hjälpte problemet. 
Danmark försökte lösa problemen genom att sätta Christoffer Gabel som landshövding och ge honom handelsmonopolet (och senare hans son, Fredrik) mot en avgift till kungen. Gabel var dock mycket sträng och hård och behandlade Färöarna som en personlig feodal egendom vilket i slutändan ledde till att Danmark efter Fredrik Gabels död 1709 återtog hela handelsmonopolet själva. Handelsmonopolet med Danmark upphörde inte förrän den 1 januari 1856.
1658 erbjöd Danmark öarna till Sverige, som dock vägrade att ta emot dem eftersom svenskarna hellre ville ha Bornholm (som de även fick som del i Freden i Roskilde).

## 1800-talet
Vid Kielfreden 1814 kom Färöarna (tillsammans med Island och Grönland) formellt under Danmark eftersom de norska biländerna undantogs när Norge avstods till Sveriges konung. Året 1816 avskaffades Løgtinget och ersattes av Danmarks liknande system. Danska blev officiellt språk på Färöarna medan färöiskan helt blev nedslagen. En ny konstitution kom till makten i Danmark år 1849. Den nya konstitutionen kom även till Färöarna året efter, vilket gav öriket två platser i det danska parlamentet, Folketinget. Färöarna lyckades till sist återskapa sitt Løgting ett par år senare med många människor som hoppades på ett självständigt Färöarna. Under det sena 1800-talet började Färöarna likna en självständig stat, även om alla där inte var helt för det. Samtidigt växte öarnas ekonomi genom en stor produktion av fiske. Färöarna fick tillträde i danskt vatten i Nordatlanten. Befolkningen på öarna växte och levnadsstandarden ändrades till det positiva. År 1890 blev färöiskan officiellt språk på Färöarna.

## Andra världskriget
Danmark var ockuperat av Nazityskland under andra världskriget, medan britterna delvis tog kontroll över Färöarna för att förebygga att viktiga transporter sjövägen inte stördes. Løgtinget satte upp en egen lagstiftning för att bibehålla suveräniteten. Den färöiska flaggan som skapades av färöiska studenter 1919 började användas. Några Färingar försökte få Färöarna till en helt självständig stat i likhet med Island som blev självständigt under andra världskriget.

## 1950 -
År 1973 gick Danmark med i Europeiska gemenskapen (idag EU). Färöarna gick inte med.
På 1980-talet ökade stödet för självständighet. För första gången på mycket länge upplevde landet en högkonjunktur. Arbetslösheten var låg och färingarnas levnadsstandard var bland de högsta i världen men landets ekonomi var nästan helt beroende av fisket som hade flera goda år vid denna tid. Samtidigt tilltog en spekulationsekonomi av relativt sett gigantiska mått. Massor av byggprojekt startades på alla öarna, bland annat lanserades idén om att förbinda alla bofasta öarna med varandra genom tunnlar. Projekten finansierades ofta med lån och när lågkonjunkturen i hela Norden kom 1991-1992 drabbades Färöarna relativt sett förmodligen hårdast av alla.[källa behövs] Lågkonjunkturen sammanföll med dåliga tider för fisket, och arbetslösheten steg till över 20% samtidigt som mängder med färingar ruinerades. Till slut fick moderlandet Danmark gå in med finansiella garantier för att undvika en fullständig kollaps av finanssystemet. Det dröjde till omkring 2000 innan ekonomin började repa sig igen.